# Cnephidia fuscorubra
Cnephidia fuscorubra är en fjärilsart som beskrevs av Riel 1928. Cnephidia fuscorubra ingår i släktet Cnephidia och familjen mott. Inga underarter finns listade i Catalogue of Life.